# Mount Frissell
Der Mount Frissell ist ein Berg im Gebirge der Appalachen an der Grenze der US-Bundesstaaten Massachusetts und Connecticut, nahe der Grenze zum Bundesstaat New York. Sein Gipfel mit einer Höhe von 748 m befindet sich in Massachusetts.
Der Südhang des Berges befindet sich im Mount Riga State Park in der Nähe der Stadt Salisbury. Obwohl der Gipfel nicht in Connecticut liegt, befindet sich am Südhang des Mount Frissell auf einer Höhe von 725 m der höchste Punkt dieses Bundesstaates.